# Ibirānu II
Ibirānu II (... – XVII secolo a.C.) è stato un re amorreo di Ugarit.